# Бакуна, Жуниньо
Жуниньо Бакуна (нидерл. Juninho Bacuna; род. 7 августа 1997 года, Гронинген, Нидерланды) — нидерландский футболист, играющий на позиции полузащитника. Ныне выступает за клуб «Аль-Вахда» и национальную сборную Кюрасао.

## Клубная карьера
Жуниньо является воспитанником «Гронингена». Занимался в академии с восьми до 18 лет, после чего стал игроком юношеской команды. Практически сразу стал подводиться к основному составу клуба. 5 февраля 2015 года дебютировал в Эредивизи в поединке против «Хераклеса», выйдя на замену на 79-й минуте вместо Йоэла ван Нифа. Всего в своём дебютном сезоне провёл 12 поединков, постоянно появляясь на поле после перерыва.
В сезоне 2015/2016 выступления Бакуны стали более стабильными. Он принял участие в 16 поединках, отвоевав место в стартовом составе во второй половине сезона. Являлся ярко выраженным центральным полузащитником, координирующим действия нападения и защиты в помощь основному опорному.
В июне 2018 года перешёл в английский «Хаддерсфилд Таун», подписав с клубом трёхлетний контракт.

## Карьера в сборной
Приглашался в юношескую сборную Нидерландов до 18 лет, однако закрепиться в ней не смог.

## Семья
Старшим братом Жуниньо является полузащитник «Рединга» Леандро Бакуна.